# Karl von Krempler

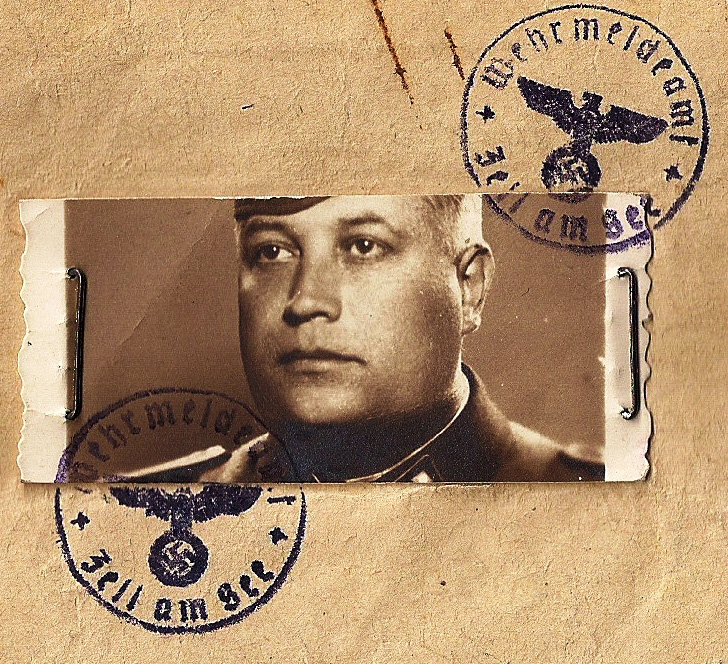
Karl von Krempler

Karl von Krempler, später nur Karl Krempler,  (* 26. Mai 1896 in Pirot; † 17. April 1972 in Salzburg) war im Zweiten Weltkrieg ein volksdeutscher SS-Standartenführer. Als SS- und Polizeiführer im Balkanraum war er verantwortlich für die Rekrutierung von bosnischen Muslimen. Er ließ auch im Sandžak für die Waffen-SS rekrutieren.

## Geschichte
Karl von Krempler wurde am 26. Mai 1896 im serbischen Pirot geboren. Er sprach neben seiner Muttersprache Deutsch auch fließend Serbisch und Türkisch.
Im Jahre 1942 wurde er von Heinrich Himmler und Artur Phleps aufgefordert, sich an der Bildung der vorgesehenen Bosniaken-Division – der 13. Waffen-Gebirgs-Division der SS „Handschar“ (kroatische Nr. 1) – innerhalb der Waffen-SS zu beteiligen.
Mit Hilfe seiner Türkischkenntnisse half von Krempler mit, die Verbindung zu Mohammad Amin al-Husseini – dem Großmufti von Jerusalem – herzustellen und die Sicherheit für dessen Besuch in Bosnien vom 30. März bis 14. April 1942 zu gewährleisten. Der Mufti stammte zwar aus Jerusalem, hatte aber in der osmanischen Armee während des Ersten Weltkrieges gedient. Kroatische Behörden versuchten, den Besuch zu verhindern, aber Krempler arrangierte ein Zusammentreffen des Mufti mit mehreren bosnischen Führern.

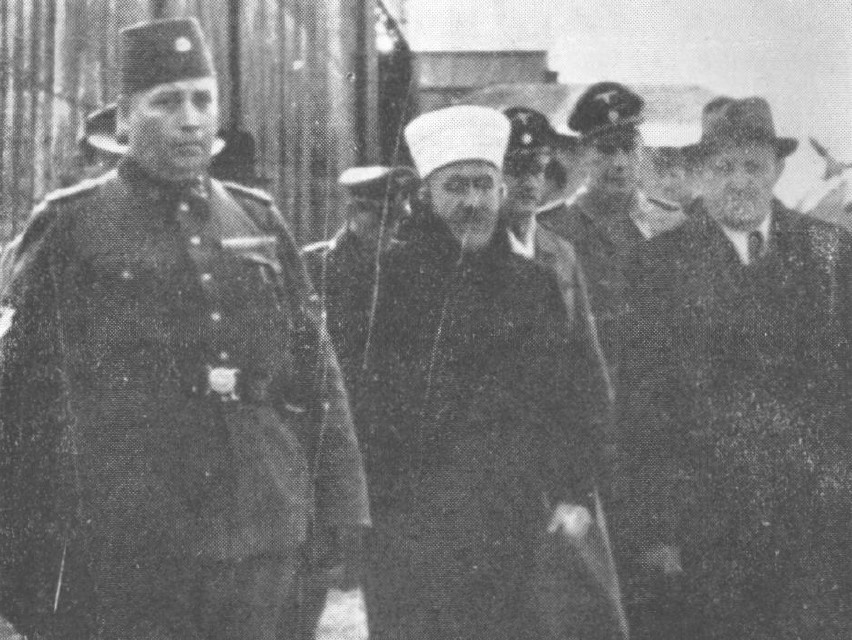
von Krempler (links) mit Amin al-Husseini (Mitte)

Zum 20. April 1943 trat von Krempler als Hauptsturmführer der Waffen-SS bei (SS-Nummer 487.625) und galt schließlich dort als Spezialist für den Islam. Nach seiner Berufung in das Amt des SS- und Polizeiführers Sandschak im September 1943 und der relativ erfolgreichen Bildung des SS- und Polizei-Selbstschutz-Regiments wurde Krempler unter dem Namen Sandschak-Prinz bekannt. Bereits zum 1. März 1944 wurde von Krempler zum Standartenführer befördert.
Karl von Krempler lebte nach dem Krieg in Österreich und starb am 17. April 1972 in Salzburg.